# Oligophlebodes ardis
Oligophlebodes ardis är en nattsländeart som beskrevs av Ross 1941. Oligophlebodes ardis ingår i släktet Oligophlebodes och familjen Uenoidae. Inga underarter finns listade i Catalogue of Life.